# 51 Leonis Minoris
51 Leonis Minoris (51 LMi) es una estrella en la constelación de Leo Minor.
De magnitud aparente +7,62, no es observable a simple vista y se encuentra a 195 años luz del sistema solar.
51 Leonis Minoris aparece catalogada en las bases de datos como una estrella amarilla de tipo espectral G0, sin que figure su clase de luminosidad.
Tiene una temperatura efectiva de 5839 ± 48 K y un radio de 1,65 radios solares, girando sobre sí misma con una velocidad de rotación proyectada de 1 km/s.
Con una masa casi igual a la del Sol, es una estrella antigua con una edad estimada de 8600 millones de años.
A diferencia del Sol, 51 Leonis Minoris es considerada una estrella del disco grueso como Arturo (α Bootis) o 171 Puppis.
Una característica notable de 51 Leonis Minoris es su baja abundancia relativa de hierro, equivalente al 40% de la solar.
Las abundancias relativas de manganeso y bario también son inferiores a las del Sol, pero otros elementos, por el contrario, son más abundantes que en nuestra estrella; así la relación europio/hidrógeno es significativamente mayor que en el Sol ([Eu/H] = +0,17).